# 群馬テレビカラオケ大賞
『群馬テレビカラオケ大賞』（ぐんまテレビカラオケたいしょう）は、1981年1月から2005年4月29日まで群馬テレビで放送されていた歌謡番組である。番組終了時の放送時間は毎週金曜 20:00 - 21:00 （日本標準時）。
末期においては『群馬テレビカラオケ大賞 勝ち抜き王座決定戦』と題して放送されていた。最終回直前の2005年4月8日・15日・22日には、3週勝ち抜きカラオケ王座に輝いた過去の出場者たちを集めての『群馬テレビカラオケ大賞 最強位王座決定戦』を3回に分けて放送。そして29日放送の最終回では番組のダイジェストVTRを放送し、24年4か月の歴史に幕を下ろした。
後継番組は『ニューカラオケ大賞』。

## 出演者
括弧内の肩書きは、番組出演当時のものを記載。

### 歴代司会者
- 夢大作（コメディアン）
- 吉田恵子（群馬テレビアナウンサー）[1]
- 仲田奈々（群馬テレビアナウンサー）[1]
- 山田浩史（群馬テレビアナウンサー）[2] - 番組の終了後も、引き続き『ニューカラオケ大賞』→『カラオケチャンネル』に出演。
- 福田直代

### 審査員
- 町田常雄（現代デザインスタジオ会長） - 番組の企画者でもあった[3]。

### 歴代審査委員長
- 曽根幸明（作曲家）[1]
- 大谷明裕（作曲家）[2]

## スタッフ
- 制作：現代デザインスタジオ
- 制作著作：群馬テレビ

## コーナー
- 応援コーナー
- ゲストコーナー

## 賞品
- 今週のチャンピオン：銘酒・食事券
- 1週勝ち抜き：温泉宿泊券
- 2週勝ち抜き：ダイヤモンドリング
- 3週勝ち抜き（カラオケ王座）：グアム旅行
- 他に「審査員特別賞」と「ゲスト賞」があった。また、「暫定チャンピオン」となった回も少なくない。